# Kaci Brown
Pour les articles homonymes, voir Brown.
Kaci Deanne Dozier (née Brown le 7 juillet 1988) est une chanteuse pop/R&B américaine.
Elle est née à Sulphur Springs, Texas de parents James Michael Brown, Jr. et Annette Marie Thomas.

## Parcours
Avant d'atteindre un contrat record, à l'âge de 13 ans, Kaci Brown a signé son premier contrat d'édition, avec Still Working Music, la maison de disques que possède la veuve de Roy Orbison, Barbara. 
Kaci Brown donne des concerts chaque week-end dans tout l'état,
En 2005, elle sort son premier single « Unbelievable », le clip commença à tourner en boucle sur MTV, et se plaça #18e aux MTV TRL Top 20 special et la chanson a même atteint #1 sur Radio Disney. Kaci  debute l'album Instigator qui sort le 9 août 2005 aux États-Unis. 
À la fin 2005, elle a passé l'été en tournée avec les Backstreet Boys. En janvier 2006 quelques mois après que « Unbelievable » est sorti, il était toujours classé aux Billboard's Hot Dance Music/Club Play charts à la 49e place avec un cd de remix club de l'album « Instigator », en quelques semaines le cd est au top 30.
En janvier 2006 Kaci participe au « John Lennon Educational Tour » en bus. 
Elle y a donné quelques représentations et quelques conseils sur la façon d'écrire une bonne chanson.
Le 9 mai 2006 son second single, « Instigator », sort. La chanson est un featuring avec deux rappers inconnus, VA Slim and El Fudge qui sont aussi dans le vidéoclip. Le single se place à la 80e place  à la « Mediabase », 9e place dans le « Hot Dance Music/Club Play » et à la 13e place dans le « Hot Dance Single Sales ».
En 2006, Kaci est brièvement sortie avec AJ McLean, membre des Backstreet Boys. 
McLean est plus vieux qu'elle (de dix ans son aîné). Elle est sortie avec Aaron Carter en 2007, le frère de Nick Carter qui était aussi un membre des Backstreet Boys. Ils ont rompu depuis.
Elle est mariée depuis le 6 avril 2012 à Beau Dozier, et attend son 1er enfant qui arrivera dans les semaines à venir.

## Discographie

### Albums
- 2005 Instigator
- 2007 Inspirational

### Singles
- 2005 Unbelievable
- 2006 Instigator